# آسکر
آسکر (به لاتین: Asker) یکی از شهرستان‌های واقع در استان آکرشوس کشور نروژ است.
مرکز مدیریت این شهرستان در روستایی در آسکر و شهرداری آن نیز در حومه اسلو واقع شده و در ۱ ژانویه ۱۸۳۸ دارای شهرداری شد.

## خصوصیات
آسکر ۱۰۱ کیلومترمربع مساحت و ۵۹٬۰۳۷ نفر جمعیت دارد.

## اقلیت‌های خارجی ساکن در این شهر
| تبار      | تعداد |
| --------- | ----- |
| لهستان    | ۱٬۸۱۱ |
| سوئد      | ۷۹۹   |
| سومالی    | ۵۱۵   |
| دانمارک   | ۴۵۲   |
| پاکستان   | ۴۴۴   |
| لیتوانی   | ۴۰۷   |
| ایران     | ۴۰۵   |
| هند       | ۳۹۶   |
| آلمان     | ۳۶۴   |
| بریتانیا  | ۳۴۶   |
| فیلیپین   | ۳۱۸   |
| عراق      | ۲۹۰   |
| روسیه     | ۲۵۴   |
| افغانستان | ۲۳۰   |
| ویتنام    | ۲۰۲   |

## خواهرخوانده
شهرها و شهرستان‌های خواهرخوانده آسکر:
- – اسلو، استان اسکونه، سوئد
- – گارزابایر، منطقه پایتخت، ایسلند
- – Jakobstad, Länsi-Suomi, فنلاند[۶]
- – Mapo-gu , سئول، کره جنوبی
- – Rudersdal, استان هوودستادن، Denmark
- – توشهاون، تورشاونار، دانمارک، جزایر فارو